# Trichogramma acantholydae
Trichogramma acantholydae is een vliesvleugelig insect uit de familie Trichogrammatidae. De wetenschappelijke naam is voor het eerst geldig gepubliceerd in 2000 door Pintureau & Kenis.